# Мартынюк, Виктор Николаевич
Ви́ктор Никола́евич Мартыню́к (укр. Віктор Миколайович Мартинюк; 10 июня 1927, Кивачовка, Гайсинский район, Винницкий округ, УССР — 16 января 2017, Новая Каховка, Херсонская область, Украина) — советский передовик промышленного производства, бригадир скреперной бригады специализированного строительно-монтажного управления № 20 Укрводстроя Министерства мелиорации и водного хозяйства Украинской ССР, Герой Социалистического Труда.

## Биография
Рано начал трудиться в сельском хозяйстве. В 1944 г. был призван в ряды РККА, участник Великой Отечественной войны, служил пулемётчиком в запасном полку, а затем 6 лет – на Балтийском флоте, в Кронштадте, на канонерской лодке.
Выпускник Мелитопольской технической школы.
После демобилизации в течение 2,5 лет он работал на восстановлении шахт Донбасса, а с марта 1954 года на протяжении 33 лет работал в системе мелиорации Херсонской области, в течение 12 лет возглавлял одну из лучших бригад специализированного строительно-монтажного управления № 20 в системе «Укрводстрой», работал скреперистом на сооружении оросительных систем, подготовке рисовых чеков. Его имя связано с такими объектами как строительство Ингулецкой оросительной системы, канала Северский Донец — Донбасс, Ялтинского водохранилища, Северо-Крымского, Главного Каховского магистрального и сотен километров распределительных, межхозяйственных каналов, на подготовке сотен гектаров рисовых чеков в Скадовском и Каланчацком районах Херсонщины.
С 1987 г. на пенсии.
Похоронен в Новой Каховке.

## Награды и звания
- Медаль «Серп и Молот» (1966);
- Орден Ленина (1966);
- Заслуженный строитель УССР (1963);
- Заслуженный мелиоратор УССР (1967).